# Benjamin Heinrich

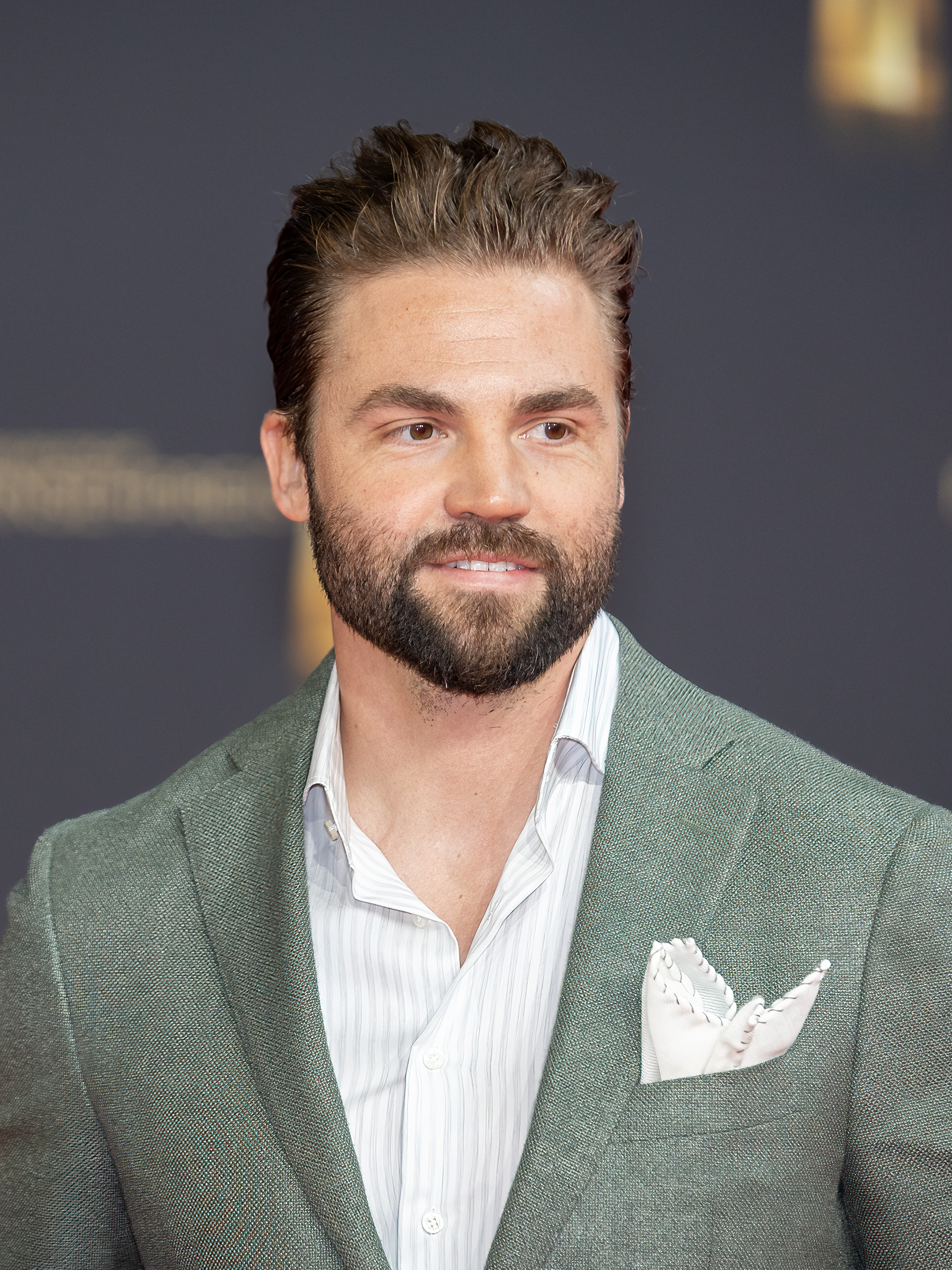
Benjamin Heinrich (2022)

Benjamin Heinrich (* 12. Juni 1984 in München) ist ein deutscher Schauspieler.

## Leben
Benjamin Heinrich begann zunächst eine Ausbildung als Groß- und Außenhandelskaufmann, ging dann aber nach New York, um dort eine Schauspielschule zu besuchen und kehrte ein Jahr später nach Deutschland zurück und absolvierte eine Schauspielausbildung an der „Film Acting School Cologne“. Es folgten Auftritte in Kurzfilmen und in Fernsehserien wie Verbotene Liebe oder Der Staatsanwalt. Seine erste große Rolle hatte Heinrich in dem Independent-Film Look 4 Them. Seit Juli 2013 spielt Heinrich die Hauptrolle Benno Bambi Hirschberger in der RTL-Soap Unter uns. Anfang 2015 war er mit Tabea Heynig, Petra Blossey und Alexander Sholti beim Promi-Dinner-Unter Uns-Spezial dabei.
Heinrich ist mit der Schauspielerin Antje Heinrich verheiratet. Beide haben zusammen drei Kinder.

## Filmografie
- 2009: Girls Night Out (Kurzfilm)
- 2009–2011: Verbotene Liebe (Fernsehserie)
- 2009: Kriegerstock (Kurzfilm)
- 2012: Invisible Me (Kurzfilm)
- 2012: Aufzug (Kurzfilm)
- 2012: Cindy aus Marzahn und die jungen Wilden
- seit 2013: Unter uns (Fernsehserie)
- 2013: Look 4 Them
- 2016: Der Staatsanwalt (Fernsehserie, 1 Folge)
- 2018: Pastewka - Der Camper (Amazon Original, Staffel 8 Folge 2)
- 2020: Bettys Diagnose (Fernsehserie)
- 2022: Wo ist meine Schwester?
- 2023: Ein Fall für zwei (Fernsehserie)